# Cornillon
Cornillon – miejscowość i gmina we Francji, w regionie Oksytania, w departamencie Gard.
Według danych na rok 1990 gminę zamieszkiwało 609 osób, a gęstość zaludnienia wynosiła 39 osób/km² (wśród 1545 gmin Langwedocji-Roussillon Cornillon plasuje się na 467. miejscu pod względem liczby ludności, natomiast pod względem powierzchni na miejscu 515.).